# Antun Kržan
Antun Kržan (Anton Kržan), (Marija Gorica, 8. lipnja 1835. – Zagreb, 6. studenog 1888.),  hrvatski filozof i teolog.
Školovao se kod Isusovaca u Zagrebu gdje je završio gimnaziju 1854. godine. Godine 1856. odlazi na studije u Rim na Collegium Germanicum i Papinsko sveučilište Gregoriana gdje završava studije i 1859. doktorira iz filozofije, postaje svećenikom 1862. i godinu kasnije doktorira iz teologije s najvišom ocjenom. Od 1874. godine postaje redovitim profesorom na Bogoslovnom fakultetu. U akademskoj godini 1876./77. postaje rektor Sveučilišta u Zagrebu nakon čega postaje prorektor. Godine 1879. imenovan je kanonikom i ravnateljem Nadbiskupskog sjemeništa. Bio je prepoštom sv. Petra Požeškoga.
Bio je prijatelj s isusovcem Pavlom Kolarićem, koji je umro na glasu svetosti.

## Djela
O postanku čovjeka po posljedcih mudroslovnih i naravoslovnih znanosti, Zagreb; I. dio 1874.; II. dio 1877.

## Vanjske poveznice
- Antun Kržan, Katalog HAZU  Arhivirana inačica izvorne stranice od 18. siječnja 2014. (Wayback Machine)
- Biografija Antuna Kržana na stranicama Sveučilišta u Zagrebu